# Universidad de Osuna
L' Universidad de Osuna ou Université d'Osuna en français, est une ancienne université de Osuna dans le royaume de Séville.
Fondée en 1548, elle a fermé définitivement ses portes en 1824,.
L'ensemble des bâtiments est classé aux Monuments historiques d'Espagne depuis 2004.

## Histoire
Juan Téllez-Girón, el Santo (es) est à l'origine de sa fondation. Elle est alors connue sous le nom de Colegio-Universidad de la Purísima Concepción (Collège-Université de l'Immaculée Conception),.

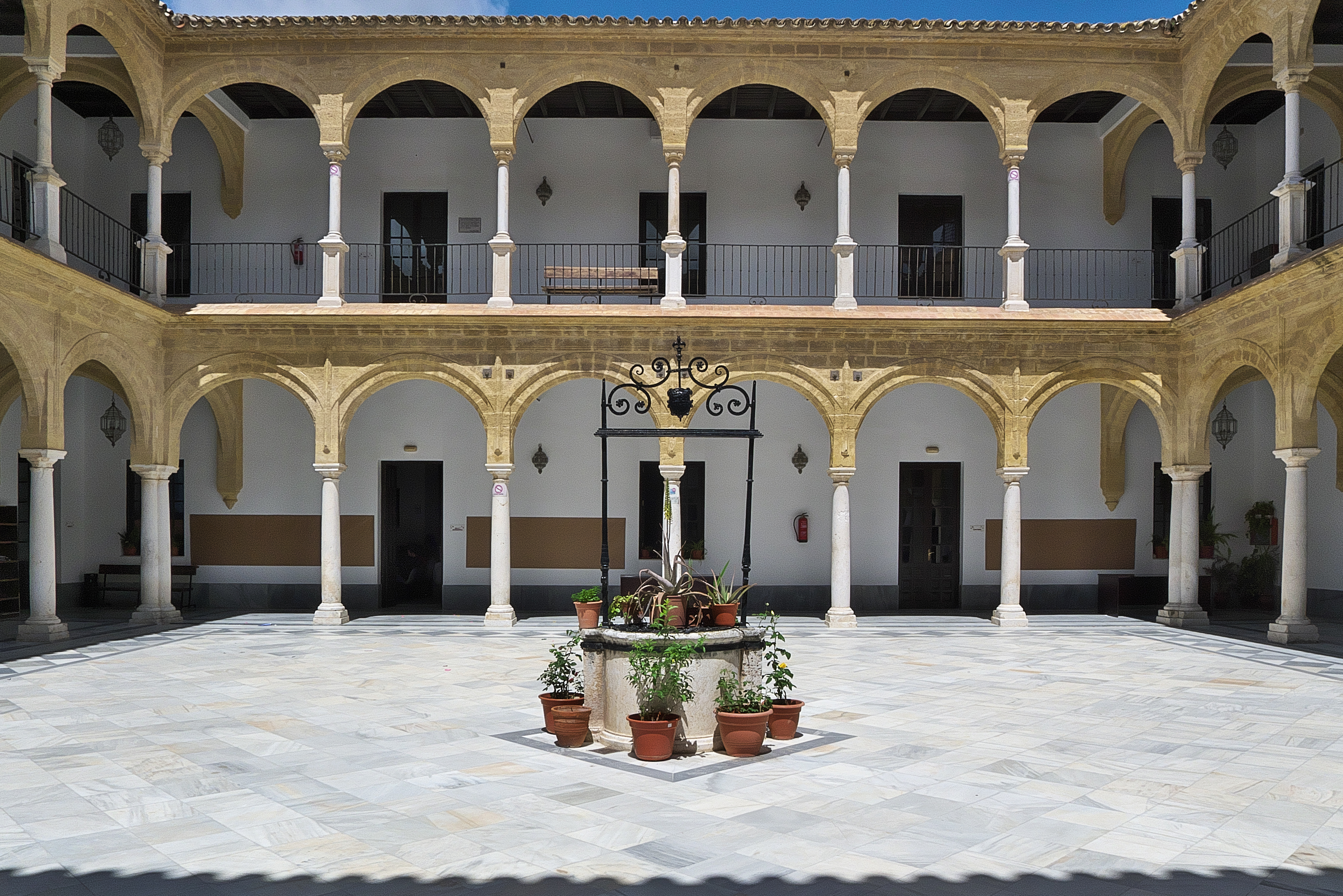
Cour intérieure

L'importance des constructions parrainées par Juan Téllez-Girón réside dans le travail réalisé pour faire adopter et diffuser les nouveaux courants stylistiques et de pensée venus d'Italie. Les diplômes des étudiants étaient assimilés à ceux délivrés dans des universités comme Alcalá, Bologne ou Salamanque,.

## Étudiants célèbres
- José María Blanco White
- Rodrigo Caro
- Luis Vélez de Guevara
- Antonio de Morga